# 제4인터내셔널 일본지부 재건준비그룹
제 4 인터내셔널 일본 지부 재건 준비 그룹 (第四インターナショナル日本支部再建準備グループ)는 제 4 인터내셔널 계열의 일본의 신좌파 당파 의 하나이다. 통칭 MELT ( 마르크스 , 엥겔스 , 레닌 , 트로츠키 의 머리 글자). 2011년 2월 " 정치 그룹 MELT "로 명칭을 변경했다.

## 개요
- 지도자 : 에토 등
- 기관지 잡지 : "국제"(월간), "근로자의 기치"(부정기)
- 활동 거점 : 불명. 연락처 이메일

## 역사
1991년 4인터 일본 지부가 제 4 인터내셔널의 제 13 회 세계 대회에서 지부의 여성 차별 문제 등을 이유로 지부 자격을 박탈 당하고 말았다. 80년대 후반부터 분파가 잇 따랐고 지부는 지부 자격 박탈 이후 일본 혁명적 공산주의자 동맹 (JRCL) 로 개칭하고 결국 넷째 인터 일본 지부는 해체 · 소멸했다. 일본 지부 해체 과정에서 일부 그룹이 분열했고, MELT도 그 중 하나이다. 또한 일본 지부 해체시 종파 간 내 게바 등 격렬한 물리적 충돌은 일어나지 않았다.
2011년 2월 총회에서 명칭을 '제 4 인터내셔널 일본 지부 재건 준비 그룹'에서"정치 그룹 MELT"로 변경했다.

## 주장
2011년 3월 명칭 변경의 이유는 트로츠키주의가 사상적 무기로 효과를 잃고 제 4 인터내셔널 의 최강의 거점 인 프랑스 지부가 청산한 것을 들어 기존의 당파 재건이 아니라 정치 그룹 로 활동을 계속하고 '현대 자본주의 론'의 재건에 도전하고 자본주의 사회의 정복을 목표로한다고 주장했다.